# Monte Caputo
Il Monte Caputo (764 m) è un piccolo massiccio dei Monti di Palermo. Si eleva a 764 m sul livello del mare, al di sopra della città di Monreale in Sicilia. È noto soprattutto per la presenza del Castellaccio di Monreale, posto sulla sua vetta.

## Descrizione
Sebbene sia uno dei più piccoli massicci del territorio di Palermo, ospita una delle più importanti figure della storia di Monreale. Il Castellaccio, posto sulla sua vetta, fu costruito sotto volere di Guglielmo II nel XII secolo, per lo scopo di salvaguardare il territorio, in seguito alla conquista dell'isola.

### Posizione
Il monte si trova a ridosso della città di Monreale, dominando la Conca d'Oro, ed altri rilievi calcarei della città di Palermo. La sua posizione geografica gode di panorami a 360° gradi, dove nelle giornate limpide si vedono spesso le Madonie.
Incendio del 2019
Un vasto incendio interessò il monte nella notte del 2 agosto 2019, dove le fiamme minacciarono gli abitanti della zona, costringendoli ad abbandonare le proprie abitazioni. Domarono il fuoco nella notte più di 40 Vigili del Fuoco, e circa 15 impiegati della Forestale. I danni furono evidenti il giorno dopo e una famiglia rimase senza tetto.